# 戸川安通
戸川 安通（とがわ やすみち、寛文8年（1668年） - 元文5年9月23日（1740年11月12日）は、江戸時代中期の幕臣（旗本）・小普請組のち書院番。通称は右衛門、のち十兵衛。
早島戸川家2代戸川重明の六男として生まれた。
元禄15年（1702年）3月、重明の隠居により跡目を継いだ兄の戸川安貞により、早島知行地のうち中島村（岡山県倉敷市中庄近辺）の一部400石を分知され、分家独立した。
元文5年（1740年）9月に隠居し、跡目は養子の安長に継がせた。
同年9月23日没。

## 系譜
- 父：戸川重明
- 母：岡氏
- 妻：平山氏
- 養子
  - 男子：戸川安長（内藤正到の三男）